# Développement prénatal

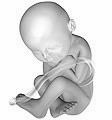
Fœtus humain

Le développement prénatal (ou développement anténatal) est l'ensemble des processus biologiques allant de la fécondation jusqu'à la naissance, durant lequel l'individu se développe.
Le développement prénatal se divise en deux à trois périodes : 
- la période germinale
- la période embryonnaire
- chez certains taxons existe une période post-embryonnaire appelée période fœtale[1]

L'individu,  produit de la conception, est respectivement appelé durant ces périodes préembryon[réf. nécessaire], embryon puis fœtus.